# Байжанов, Сырлыбек
Сырлыбек Байжанов, другой вариант имени — Сарлыбек (1912, аул Чингельды, Туркестанский край, Российская империя — 1986) — железнодорожник, первый заместитель начальника Казахской железной дороги, Герой Социалистического Труда (1959). Депутат Верховного Совета Казахской ССР.

## Биография
Родился в 1912 году в ауле Чингельды, Туркестанский край.
С 1931 года работал помощником машиниста. В 1937 году окончил Ташкентский институт инженеров железнодорожного транспорта. Некоторое время преподавал в этом институте.
Участвовал в Великой Отечественной войне. После демобилизации в 1946 году работал заместителем начальника железнодорожного депо станции Туркестан, главным инженером и начальником Арысского отделения Казахской железной дороги.
Будучи главным инженером Арысского отделения, внедрил рационализаторские методы в эксплуатацию железнодорожных составов, благодаря чему производительность труда повысилась на 42 %. За эти достижения награждён Почётной грамотой Верховного Совета Казахской ССР и в 1959 году был удостоен звания Героя Социалистического Труда.
В 1960 году назначен первым заместителем начальника Казахской железной дороги.
Избирался депутатом Верховного Совета Казахской ССР.

## Награды
- Герой Социалистического Труда — указом Президиума Верховного Совета СССР от 1 августа 1959 года;
- Орден Ленина (1959);
- Орден Красной Звезды;
- Орден Трудового Красного Знамени;
- Медаль «За боевые заслуги»;
- Медаль «За победу над Германией в Великой Отечественной войне 1941—1945 гг.».